# Kamenec pod Vtáčnikom
Kamenec pod Vtáčnikom – wieś (obec) w powiecie Prievidza w kraju trenczyńskim w zachodniej Słowacji. Powierzchnia 25,3 km², liczba ludności: 1792 (31 grudnia 2016).

## Położenie
Wieś leży w dolnej części Kotliny Górnonitrzańskiej, u zachodnich podnóży pasma Ptacznika, ok. 2,5 km na południowy wschód od rzeki Nitry i drogi nr 64, ok. 5 km na południowy wschód od miasta Nováky. Większość zabudowań rozciąga się na wysokości od 270 do 320 m n.p.m. na terenie łagodnie opadającym ku północnemu zachodowi, który od południowego zachodu ogranicza Vidlicový potok, a od północnego wschodu Lazný potok. Tereny katastralne wsi sięgają aż po najwyższy szczyt pasma Ptacznika – Ptacznik (1346 m n.p.m.).

## Historia
Najstarsze ślady bytności człowieka na terenie wsi pochodzą z okresu kultury halsztackiej (800–400 lat p.n.e.). Na ten okres datowane są bowiem najstarsze artefakty odnalezione na górze Hrádok (662 m n.p.m.) u wylotu Doliny Bystričianskej. Kolejne znaleziska, wiązane z ludami celtyckimi i prawdopodobnie dackimi, a następnie słowiańskimi (XI-XII w.) pozwalają sądzić, że istniejące na tej górze grodzisko było zamieszkiwane ciągle aż do czasów średniowiecza.
Być może już w IX – X w. na terenie dzisiejszej wsi istniał jakiś drewniany kościół.
W dokumentach biskupstwa ostrzyhomskiego (katalog kardynała Pazmányia) tutejsza parafia, wymieniana pod nazwą Kemenicz między starymi farami archidiakonatu tekovskiego, uznawana jest za „starodawną”. Najstarsza wzmianka pisemna o samej osadzie pochodzi z roku 1355, kiedy to wspomniany jest Horný Kamenec. Z jego terenu później wydzielił się Dolný Kamenec, wspominany po raz pierwszy w 1518 r. W 1435 r. wieś otrzymała od króla rodzina Kostolányi, która jeszcze przed 1500 r. zbudowała dzisiejszy kościół. W roku 1632, gdy Kostolányiowie przeszli na luteranizm, również kościół przejęli duchowni protestanccy. Władali nim do roku 1685, kiedy wygnany został ostatni protestancki kaznodzieja nazwiskiem Sabatko. Aktywna rekatolizacja, prowadzona w XVII i XVIII w. przez jezuitów sprawiła, że dziś ogromna większość mieszkańców wsi identyfikuje się z kościołem rzymskokatolickim.
Obie wsie wchodziły w skład jednego „państwa” feudalnego, którego właścicielami był rodzina Kostolányi, a później i inne rody szlacheckie. Pomimo tego aż do połowy XX w. rozwijały się one niezależnie. W XVIII w. działała tu papiernia (jej fundamenty są widoczne powyżej wsi, przy drodze do Doliny Gepňárovej), a wielu mieszkańców zajmowało się po szerokiej okolicy zbieraniem szmat na jej potrzeby. Funkcjonował browar, rozwijały się rzemiosła – znani byli zwłaszcza tutejsi garbarze. Na koniec tego stulecia datowane są pierwsze próby wydobycia węgla brunatnego. W 1955 r. obie wsie zostały połączone w jedną jednostkę administracyjną o obecnej nazwie Kamenec pod Vtáčnikom.

## Zabytki
- Kościół katolicki pw. Wszystkich Świętych w górnej części wsi. Murowany, orientowany, z końca XV w. Pierwotnie późnogotycki (zachował się z tego czasu południowy portal), odbudowany po pożarze z połowy XVI w. Przebudowany w wieku XVII w stylu renesansowym. Później dobudowano niską, kwadratową wieżę od zachodu i kaplicę św. Anny od północy. Nawa nakryta sklepieniem kolebkowym z lunetami. Pod kaplicą krypta rodziny Rajcsanyi, pod chórem – rodziny Kostolányi. Wyposażenie wnętrza w większości barokowe, z XVIII w., ołtarz główny rokokowy. Z otaczającego kościół muru obronnego zachowała się brama z II połowy XVI w. Obok kościoła stary budynek probostwa z lat 1780–1783.[6]

## Ochrona przyrody
Na terenie wsi, na północno-zachodnich zboczach tzw. Čertových chodníkov w górach Ptacznik, znajduje się pomnik przyrody nieożywionej o nazwie Končitá (słow. Chránený prírodný výtvor Končitá). Na powierzchni 1 ha (pasmo ochronne 28,7 ha) widoczny jest fragment dawnego prądu lawowego, rozpadający się na pojedyncze andezytowe turnie i bloki.